# BMW G42
BMW G42 (eller BMW 2-serie) är en personbil som den tyska biltillverkaren BMW introducerade i juli 2021.

## Motor
| Modell | Årsmodell | Motor                    | Cylindervolym | Effekt | Bränslesystem            |
| ------ | --------- | ------------------------ | ------------- | ------ | ------------------------ |
| 220d   | 2022-     | B47: 4-cyl radmotor DOHC | 1997 cm³      | 190 hk | Common rail turbodiesel  |
| 218i   | 2022-     | B48: 4-cyl radmotor DOHC | 1998 cm³      | 156 hk | Direktinsprutning, turbo |
| 220i   | 2022-     | B48: 4-cyl radmotor DOHC | 1998 cm³      | 184 hk | Direktinsprutning, turbo |
| 230i   | 2022-     | B48: 4-cyl radmotor DOHC | 1998 cm³      | 245 hk | Direktinsprutning, turbo |
| M240i  | 2022-     | B58: 6-cyl radmotor DOHC | 2998 cm³      | 374 hk | Direktinsprutning, turbo |
| M2     | 2023-     | S58: 6-cyl radmotor DOHC | 2993 cm³      | 460 hk | Direktinsprutning, turbo |